# Encyclopedia of Life

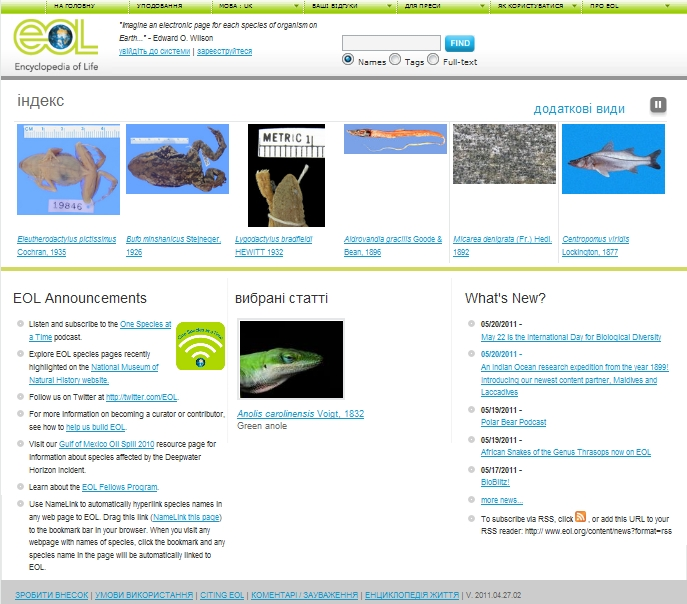
domovská stránka EOL

Encyclopedia of Life (EOL, česky Encyklopedie života) je bezplatná on-line databáze s cílem zdokumentovat všechny vědě známé živočichy. Jedná se o kompilaci již existujících důvěryhodných databází spravovaných experty s pomocí amatérů z celého světa. Pro každý živočisný druh je vytvořena stránka, která kromě textu obsahuje rovněž obrazový materiál, video, zvukové záznamy a grafiku.